# Mildred Mansel

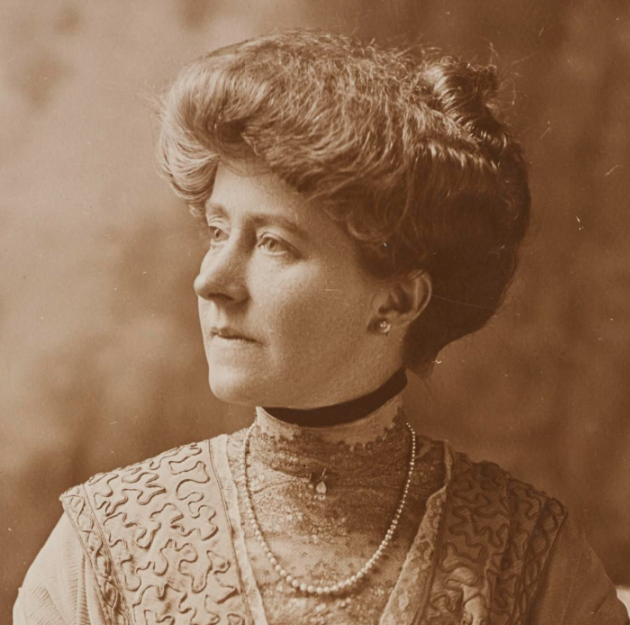
Mildred Mansel, 1910

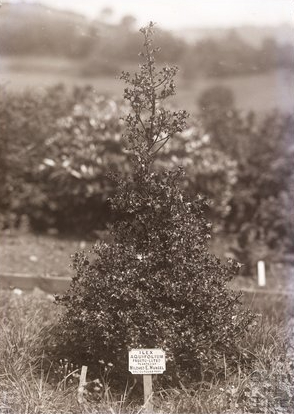
Die von Mansel im Garten von Eagle House gesetzte Europäische Stechpalme, 1910

Mildred Ella Mansel, geborene Guest (* 1868 in Roehampton, Surrey; † 11. März 1942 in Binsted, Arundel, Sussex), war eine englisch-britische Suffragette.

## Leben
Mansel wurde als Tochter des konservativen Politikers Arthur Guest (1841–1898) und der Frauenrechtlerin Adeline Chapman (1847–1931). Ihre Mutter war Mitglied der Central Society for Women’s Suffrage und der Women’s Tax Resistance League. Sie hatte einen Bruder, Arthur Rhuvon Guest.
Ihre Familie war gesellschaftlich gut vernetzt, denn Mansels Großmutter war die Aristokratin und Sprachwissenschaftlerin Lady Charlotte Guest (1812–1895) und ihr Cousin ersten Grades war Ivor Guest, 1. Viscount Wimborne (1873–1939), Parlamentsabgeordneter für Cardiff und Chief Whip der Liberal Party.
1888 heiratete sie Colonel John Delalynde Mansel aus Bayford Lodge, Wincanton; sie hatten drei Kinder, zwei Töchter und einen Sohn.
Mansel setzte sich für das Frauenwahlrecht ein und wurde bis 1909 Mitglied der Women’s Social and Political Union (WSPU). Während des sogenannten Bill of Rights Marchs am 29. Juni 1909 wurde Mansel zusammen mit Evelina Haverfield und Emmeline Pankhurst verhaftet, als sie versuchten, in das Unterhaus einzudringen und Premierminister H. H. Asquith eine Petition zu überreichen.
Mansel wurde 1910 Organisatorin des WSPU-Zweigs in Bath und unterstützte die Gründung eines neuen Zweigs in Yeovil. Als Grace Roe nach Ipswich geschickt wurde, um für die WSPU zu werben und eine neue Zweigstelle zu gründen, lud sie Mansel und Marie Brackenbury ein, sie dort zu unterstützen.
Am 21. Oktober 1910 wurde Mansel wie viele andere Suffragetten eingeladen, einen Gedenkbaum im Garten von Eagle House, dem Haus der Familie von Emily und Mary Blathwayt zu pflanzen. Sie pflanzte eine Europäische Stechpalme.
1911 beteiligte sich Mansel am Suffragetten-Boykott der Volkszählung von 1911 und mietete das Haus 12 Lansdowne Crescent in Bath, das von 35 örtlichen Boykottlerinnen, darunter Mary Blathwayt, genutzt wurde. Sie nahm auch an einem Treffen im Haus von Mary Morris zur Vorbereitung einer Londoner Demonstration teil und hielt zusammen mit Annie Kenney im Rathaus von Melksham eine Rede zur Unterstützung des Frauenwahlrechts.
Mansel wurde nach dem Scheitern der Conciliation Bill im November 1911 in Wales verhaftet und zu einer Woche Gefängnis verurteilt. Nach einer weiteren Aktion, bei der sie Fensterscheiben des War Office in London einschlug, wurde Mansel für eine Woche ins Holloway Prison eingeliefert.
Mansel war ab 1913 mit der Koordinierung des Transports von Frauen zwischen sicheren Unterkünften betraut, um sie nach ihrer temporären Entlassung aus dem Gefängnis im Rahmen des Cat and Mouse Act, vor erneuter Verhaftung zu verstecken. Aufgrund ihrer familiären Verbindungen galt sie als „unantastbar“.  Im Rahmen dieser Aufgabe mietete sie eine Wohnung in London für Grace Roe. Ebenfalls 1913 besuchte Mansel ihre Freundin Christabel Pankhurst in Paris.
Als 1914 mit Beginn des Ersten Weltkriegs das Stillhalteabkommen zwischen WSPU und Regierung abgeschlossen wurde, sagte Mansel zu einer Gruppe von Suffragetten: „Es wurde etwas darüber geredet, unsere Union sei «im Untergrund». Sieht diese Versammlung so aus, als wären wir im Untergrund? Wir sind unter der Erde, über der Erde und überall (We are underground, and overground, and everywhere).“
Mansel nahm am 11. Februar 1928 an einem Treffen ehemalige Suffragetten zur Feier des Representation of the People (Equal Franchise) Act 1928 teil, an dem auch Nina Boyle, Teresa Billington-Greig, Edith How-Martyn, Muriel Matters, Anna Munro, Emmeline Pethick-Lawrence und Daisy Solomon teilnahmen.
Als Emmeline Pankhurst am 14. Juni 1928 starb, war Mansel neben Georgina und Marie Brackenbury, Marion Wallace Dunlop, Harriet Kerr, Kitty Marshall, Rosamund Massy, Marie Naylor, Ada Wright und Barbara Wylie eine der Sargträgerinnen.
Mansel gründete 1934 das Mid Somerset Musical Competitive Festival war Ehrenamtliche Sekretärin der British Confederation of the Arts
Sie starb 1942 in Binsted, Arundel, Sussex.